# Saint-Maurice-de-Lignon
Saint-Maurice-de-Lignon é uma comuna francesa na região administrativa de Auvérnia-Ródano-Alpes, no departamento de Alto Loire. Estende-se por uma área de 30,28 km². Em 2010 a comuna tinha 2 708 habitantes (densidade: 89,4 hab./km²).